# Tectaria macrota
Tectaria macrota är en ormbunkeart som beskrevs av Holtt. Tectaria macrota ingår i släktet Tectaria och familjen Tectariaceae. Inga underarter finns listade.